# Iskra Leonidowna Babitsch
Iskra Leonidowna Babitsch (russisch Искра Леонидовна Бабич; * 10. Januar 1932 in Sotschi; † 5. August 2001 in Moskau) war eine sowjetische bzw. russische Filmregisseurin und Drehbuchautorin.

## Leben
Babitsch studierte am Moskauer Staatlichen Allunionsinstitut für Kinematographie in der Regie-Fakultät und in Juri Genikas Studio mit Abschluss 1956. Sie war die Lieblingsstudentin Iwan Pyrjews.
Babitschs erster Film war der Kurzspielfilm Pastuch (Der Hirte) nach eigenem Drehbuch, der die erste Verfilmung eines Werks Michail Scholochows war.  Es folgten Perwoje swidanije (Das erste Rendezvous) (1960) und Polowodje (Hochwasser) (1962). Besonders bekannt wurde sie mit dem Film Vater werden... (Muschiki!..) (1981), der bei den Internationalen Filmfestspielen Berlin 1982 am Wettbewerb teilnahm und ehrenvoll erwähnt wurde. Ihr letzter Film war Prosti menja, Aljoscha (Verzeih mir, Aljoscha) (1983).
Seit 1979 war Babitsch Mitglied der KPdSU.
Babitsch war mit dem Schauspieler Afanassi Kotschetkow (1930–2004) verheiratet. Ihre Tochter war die Dichterin und Sängerin Olga Afanasjewna Kotschetkowa (1960–2004).
Die letzten Lebensjahre verbrachte Babitsch in einem Haus in einem Dorf im Rajon Rjaschsk. Zur Behandlung ihres Krebsleidens fuhr sie nach Moskau, wo sie am 5. August 2001 starb. Sie wurde auf dem Chowanskoje-Friedhof begraben.

## Ehrungen, Preise
- Wassiljew-Staatspreis der RSFSR (1983) für den Film Muschiki!..